# Wysiedlenia Polaków z Pomorza (1939–1943)
Wysiedlenia Polaków z Pomorza – masowe wysiedlenia ludności polskiej i żydowskiej z terenów Pomorza Gdańskiego, dokonywane przez okupantów niemieckich w latach 1939–1943.
Polscy historycy oceniają, że w latach II wojny światowej z terenów Pomorza Gdańskiego – wcielonych do Rzeszy jako tzw. Okręg Gdańsk-Prusy Zachodnie (niem. Reichsgau Danzig-Westpreußen) – wysiedlonych zostało od 120 tys. do 170 tys. obywateli polskich narodowości polskiej i żydowskiej, na których miejsce sprowadzono blisko 120 tys. niemieckich osadników. Akcja wysiedleńcza przybrała największe natężenie i najbrutalniejszy charakter w okresie między październikiem 1939 a marcem 1941. Później wywózki Polaków na tereny Generalnego Gubernatorstwa zostały zastąpione tzw. „komasacją rodzin polskich”, wysiedleniami wewnętrznymi oraz wzmożoną akcją germanizacyjną.

## Geneza

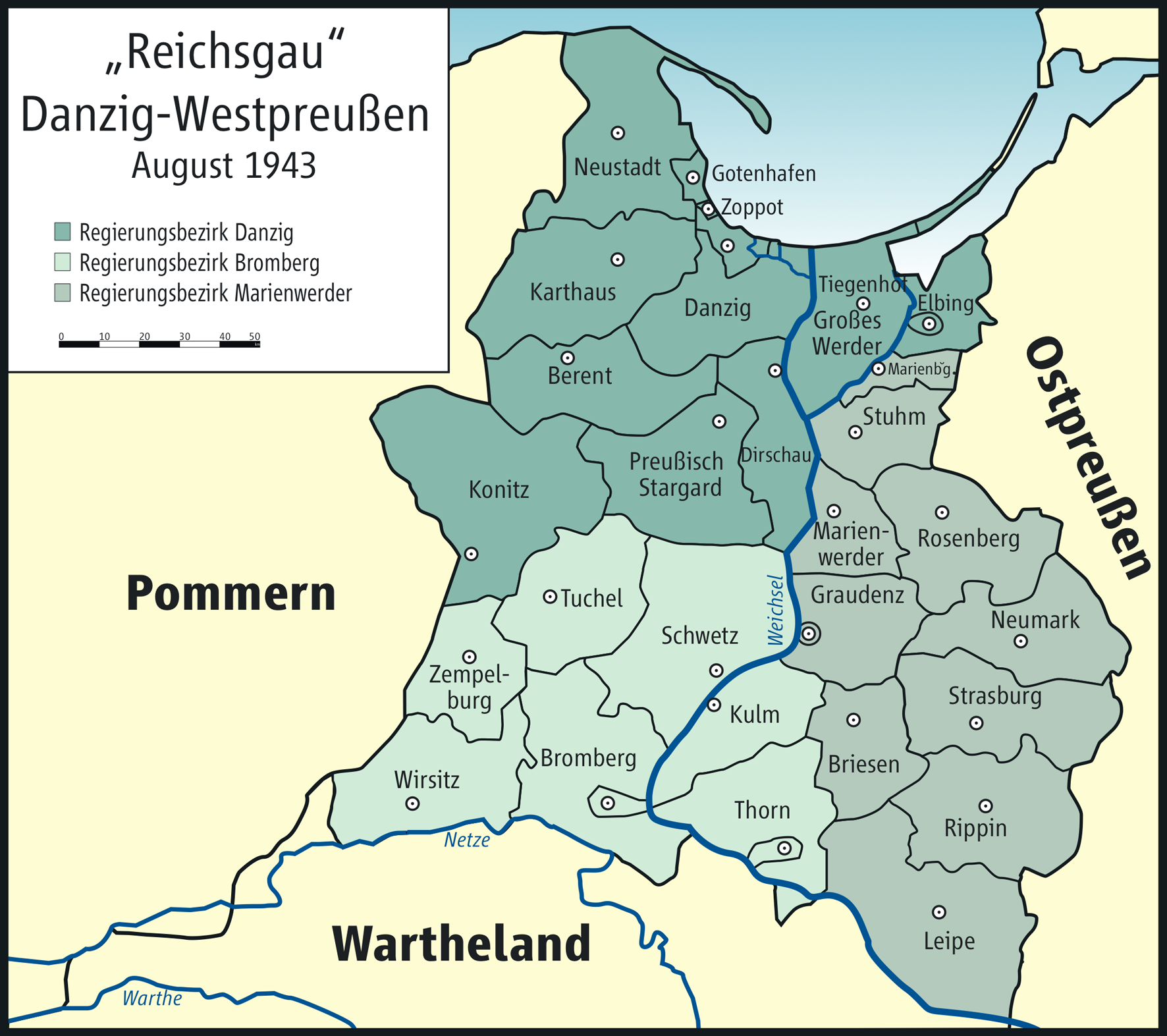
Mapa Okręgu Gdańsk-Prusy Zachodnie z rejencjami i miastami powiatowymi

Wkrótce po zakończeniu kampanii wrześniowej Adolf Hitler dekretem z 8 października 1939 jednostronnie wcielił do Rzeszy zachodnie ziemie II Rzeczypospolitej. Anektowane tereny były odtąd określane jako „wcielone ziemie wschodnie” (niem. eingegliedarte Ostgebiete). Na obszarze Pomorza Gdańskiego władze III Rzeszy utworzyły 26 października 1939 nową jednostkę administracyjną – tzw. Okręg Rzeszy Prusy Zachodnie (2 listopada nazwę prowincji zmieniono na Gdańsk-Prusy Zachodnie) – w którego skład weszły m.in. tereny przedwojennego polskiego województwa pomorskiego. Namiestnikiem Rzeszy (niem. Reichsstatthalter) w Okręgu Gdańsk-Prusy Zachodnie Hitler mianował Alberta Forstera, wcześniej nazistowskiego przywódcę w Wolnym Mieście Gdańsku. Obok funkcji namiestnika Forster pełnił jednocześnie na Pomorzu funkcję gauleitera, tj. szefa okręgu partyjnego NSDAP.
Zadanie, które Hitler powierzył namiestnikom świeżo zaanektowanych ziem, było jasno określone. Podczas rozmowy z członkami naczelnego dowództwa Wehrmachtu w dniu 18 października 1939 Führer dał wyraz nadziei, że: „za dziesięć lat Greiser i Forster będą mogli zameldować, iż Poznań i Prusy Zachodnie stały się już kwitnącą niemiecką krainą”. Niemieckie plany w odniesieniu do Pomorza oraz pozostałych „wcielonych ziem wschodnich” streszczały się do trzech słów: Eindeutschung, Entjudung, Entpolonisierung („zniemczenie”, „odżydzenie”, „odpolonizowanie”). Jednym ze środków prowadzących do realizacji tych planów była bezpośrednia eksterminacja, której poddawano przede wszystkim polską inteligencję oraz osoby aktywne społeczne i cieszące się autorytetem w polskiej społeczności. Między październikiem 1939 a kwietniem 1940 na samym tylko Pomorzu Niemcy zamordowali w ramach tzw. Akcji „Inteligencja” (niem. Intelligenzaktion) od 30 tys. do 40 tys. przedstawicieli tzw. polskiej warstwy przywódczej. Masowo mordowano również inne osoby uznawane przez nazistów za „niepożądane” – Żydów oraz pacjentów szpitali psychiatrycznych lub zakaźnych.
Drugim środkiem, za pomocą którego władze III Rzeszy zamierzały szybko zgermanizować zaanektowane ziemie, były masowe wysiedlenia Polaków i Żydów. Koncepcje zmiany stosunków narodowościowych w regionie na drodze masowych przesiedleń ludności były rozważane przez Niemców jeszcze przed wybuchem wojny. Między innymi już w sierpniu 1939 roku Sztab Przywódcy Chłopów Niemieckich (niem. Stabsamt des Reichsbauernführers) opracował z własnej inicjatywy tajny projekt osadnictwa niemieckiego na Pomorzu i Wielkopolsce (tzw. plan Darrégo). W projekcie przewidziano wysiedlenie na wschód 200 tys. Polaków. Pozostałą ludność polską planowano zatrzymać na miejscu i wykorzystać w charakterze taniej siły roboczej dla niemieckiego przemysłu i rolnictwa.
Już w pierwszej dekadzie września 1939, a więc jeszcze w trakcie trwania działań wojennych, Forster (pełniący podówczas funkcję szefa administracji cywilnej na zajętych przez Wehrmacht obszarach Pomorza) wydał specjalną instrukcję podległym sobie organom partyjnym i państwowym. Głosiła ona: „całkiem niepożądanych Polaków wydalić natychmiast [...]. Przy oczyszczaniu miasta i pozostałych obszarów nie zapomnieć również o Żydach”. Z kolei w dniu 21 września 1939 odbyła się w Berlinie narada pod przewodnictwem SS-Gruppenführera Reinharda Heydricha, w której udział wzięli dowódcy niemieckich Einsatzgruppen (grup operacyjnych niemieckiej policji bezpieczeństwa i służby bezpieczeństwa) działających na ziemiach polskich oraz szefowie najważniejszych departamentów Generalnego Urzędu Policji Bezpieczeństwa. W trakcie spotkania Heydrich poinformował swoich podwładnych, że w najbliższym czasie zachodnie województwa Polski zostaną wcielone do Rzeszy. Zapowiedział likwidację polskiej inteligencji oraz szybkie usunięcie Żydów z anektowanych ziem. W odniesieniu do ludności żydowskiej planowano w pierwszym rzędzie zgromadzić ją w miastach (celem ułatwienia kontroli nad całą społecznością), a następnie wysiedlić do centralnej Polski. Wreszcie w dniu 2 października 1939 ministerstwo spraw wewnętrznych Rzeszy wydało memoriał pt. „Zadania zarządu cywilnego na okupowanych ziemiach polskich”. Autorzy dokumentu zaproponowali sprowadzenie na świeżo zaanektowane ziemie osadników niemieckich z Rzeszy oraz innych krajów europejskich. Proponowali również pozbawić własności ziemskiej tych Polaków, którzy po 1918 nabyli ją z rąk niemieckich.
Właściwą podstawą „prawną” dla masowych wysiedleń ludności polskiej stał się jednak „dekret o umocnieniu niemczyzny” wydany przez Hitlera w dniu 7 października 1939. W dokumencie nie było co prawda mowy o przeprowadzaniu wypędzeń, lecz zapowiadał on niedwuznacznie „wyłączenie szkodliwego wpływu obcych, pod względem narodowościowym, części ludności”. Za wykonanie postanowień dekretu miał odpowiadać Reichsführer-SS Heinrich Himmler, którego mianowano w tym celu Komisarzem Rzeszy dla Umocnienia Niemczyzny. Już cztery dni po wydaniu „dekretu o umocnieniu niemczyzny” Himmler upoważnił policję bezpieczeństwa i służbę bezpieczeństwa do rozpoczęcia wysiedleń ludności polskiej i żydowskiej z Gdańska, Gdyni i Poznania. Na Pomorzu nad realizacją rozkazu miał czuwać Pełnomocnik Komisarza Rzeszy dla Umocnienia Niemczyzny, którym Himmler mianował SS-Gruppenführera Richarda Hildebrandta – tamtejszego Wyższego Dowódcę SS i Policji. Z kolei 27 października 1939 gauleiter Forster zapowiedział podczas wiecu w Bydgoszczy: „my jesteśmy przez Führera do tego kraju wysłani jako powiernicy sprawy niemieckiej z jasnym celem – kraj ponownie uczynić niemieckim (...). Kto należy do narodu polskiego, musi ten kraj opuścić”. W notatce służbowej z końca października 1939 szef placówki SD w Bydgoszczy, dr Rudolf Oebsger-Röder, zapisał natomiast, że: „zgodnie z wolą Führera, w najbliższym czasie z polskiego Pomorza Gdańskiego mają powstać niemieckie Prusy Zachodnie”. Jako jeden ze środków do realizacji tego planu (obok likwidacji polskiej inteligencji) wymienił „wysiedlenie względnie przesiedlenie wszystkich «rodzimych Polaków» i «Kongresowiaków»”. Dr Oebsger-Röder przewidywał jednak, że realizacja planu zajmie całe lata.
Początkowo Himmler planował, że ogólny nadzór nad akcją wysiedleńczą będzie sprawował dowódca SD i policji bezpieczeństwa (BdS) w Generalnym Gubernatorstwie – SS-Brigadeführer Bruno Streckenbach. Z tego powodu to właśnie w Krakowie – stolicy Generalnego Gubernatorstwa – zorganizowana została w dniu 8 listopada 1939 konferencja wysokiego szczebla pn. „Osadnictwo względnie ewakuacja na terenach wschodnich”. W spotkaniu udział wzięli m.in. Streckenbach, Friedrich Wilhelm Krüger – Wyższy Dowódca SS i Policji w Generalnym Gubernatorstwie, Becker – miejscowy dowódca policji porządkowej oraz Wyżsi Dowódcy SS i Policji z okręgów Gdańsk-Prusy Zachodnie i Kraju Warty. Konferencja była poświęcona przede wszystkim ustaleniu technicznych szczegółów planowanej akcji wysiedleńczej. Postanowiono, że rozpocznie się ona w połowie listopada i zostanie przeprowadzona przede wszystkim przy użyciu transportu kolejowego. Planowano, że do końca 1940 z ziem wcielonych do Rzeszy zostanie wysiedlonych blisko milion Polaków i Żydów – z czego około 400 tys. z Pomorza. Ostatecznie w dniu 28 listopada 1939 Himmler postanowił jednak powierzyć koordynację wysiedleń berlińskiej centrali Głównego Urzędu Bezpieczeństwa Rzeszy (RSHA).
Jednocześnie w Berlinie przygotowywano ogólne koncepcje germanizacji zachodnich ziem Polski. 25 listopada 1939 w Urzędzie dla Spraw Rasowo-Politycznych NSDAP ukończono prace nad memoriałem pt. „Kwestia traktowania ludności na byłych terenach polskich z rasowo-politycznego punktu widzenia”. Autorzy dokumentu – dr Erhard Wetzel i Günther Hecht – postulowali, że „celem polityki wschodniej na nowych obszarach Rzeszy musi być wytworzenie ludności niemieckiej jednolitej rasowo”. W tym celu należało ich zdaniem zrealizować trzy zadania: zniemczyć tę część ludności okupowanych ziem, która się do tego nadaje; wysiedlić ludność pozostałą oraz sprowadzić na jej miejsce Niemców. W konkluzji autorzy memoriału stwierdzili: „Polacy, którzy nie będą mogli zostać zniemczeni, będą musieli zostać wysiedleni na pozostały polski obszar”. Wetzl i Hecht przewidywali, że ziem polskich wcielonych do Rzeszy wysiedlonych zostanie 5 mln 636 tys. osób – w szczególności Polacy, którzy osiedlili się na ziemiach zachodnich po 1918; przedstawiciele „polskiej warstwy przywódczej”; Żydzi i osoby mieszanej krwi oraz tzw. „neutralni” Polacy, których uznano za niezdolnych do zniemczenia. Zakładano również prowadzenie intensywnego osadnictwa niemieckiego na anektowanych obszarach. Autorzy memoriału zaznaczyli jednakże, że „kryteria rasowo-polityczne, które z natury rzeczy muszą być stosowane w sposób bezkompromisowy” nie mogą stać w sprzeczności z potrzebami gospodarczymi Rzeszy. Kilka tygodni później w Komisariacie Rzeszy dla Umocnienia Niemczyzny, przygotowano opracowanie o zasadach planowania celem odbudowy świeżo wcielonych ziem wschodnich. Autorzy memoriału oceniali, że jesienią 1939 dawne ziemie zachodnie Rzeczypospolitej zamieszkiwało około 8 milionów Polaków i 1,1 miliona Niemców. W pierwszym etapie proponowali więc „osiągnięcie stanu narodowościowego z roku 1914”, co oznaczało usunięcie 3,4 miliona Polaków i sprowadzenie na ich miejsce takiej samej liczby Niemców.
W styczniu 1940 komisja ds. mniejszości w Akademii Prawa Niemieckiego przygotowała (prawdopodobnie z inspiracji Hansa Franka) memoriał pt. „Postać prawna niemieckiej polityki polskiej według narodowo-politycznego punktu widzenia”. Jego założenia były skromniejsze niż w przypadku poprzednich planów. Postulowano bowiem, aby ze względu na ograniczoną „chłonność” Generalnego Gubernatorstwa wysiedlić z ziem wcielonych do Rzeszy „tylko” 1-1,5 miliona mieszkańców – Żydów oraz przedstawicieli „polskiej warstwy przywódczej”. Wiosną 1940 Konrad Meyer-Hetling opracował z kolei „Założenia kształtujące politykę przesiedleńczą i osadniczą w byłej Polsce”, które przewidywały zakończenie niemieckiego osadnictwa na terenach wiejskich w ciągu pięciu lat, a w miastach – w ciągu dziesięciu lat. Wreszcie w maju 1940 w Komisariacie dla Umocnienia Niemczyzny opracowano memoriał pt. „Kilka myśli o traktowaniu obcoplemieńców na Wschodzie”. Ten dokument brał pod uwagę widoczną już wyraźnie konieczność ograniczenia skali akcji wysiedleńczej. Jego autorzy położyli więc nacisk na konieczność wewnętrznego rozbicia narodu polskiego poprzez odrywanie różnych grup etnograficznych (takich jak Kaszubi, czy Górale) oraz intensywną germanizację.

## Wysiedlenia „dzikie”
Pierwsze migracje ludności Pomorza podczas II wojny światowej rozpoczęły się już we wrześniu 1939. Wielu Polaków i Żydów, chroniąc się przed nadchodzącą armią niemiecką, opuściło wówczas swoje miejsca zamieszkania i udało się w głąb kraju. Włodzimierz Jastrzębski oceniał liczbę uciekinierów z ziem zachodnich na około 300 tys. osób. Jeszcze we wrześniu 1939 Niemcy starali się na różne sposoby nie dopuścić do powrotu tych uchodźców w rodzinne strony. Nierzadkie były przypadki mordowania uciekinierów przez oddziały Wehrmachtu lub jednostki SS i policji niemieckiej. Część uciekinierów zdołała mimo wszystko powrócić na Pomorze po zakończeniu walk. Wielu innych, obawiając się represji, rozproszyło się jednak całym kraju lub uszło za granicę. W ten sposób uchodźcy z ziem zachodnich i północnych zapoczątkowali masowe przesiedlenia z terenów Pomorza, Wielkopolski i Śląska.
Od pierwszych dni okupacji władze niemieckie starały się skłonić ludność polską i żydowską do „dobrowolnej” emigracji na tereny Generalnego Gubernatorstwa. Zabiegom tym poddawano przede wszystkim tzw. Kongresowiaków, czyli Polaków, którzy osiedlili się na Pomorzu po 1918 roku. Początkowo zachęcano ich do emigracji za pomocą perswazji lub pośrednich szykan, polegających na przykład na zakazie korzystania z usług rozmaitych placówek zdrowotnych i socjalnych. Jednocześnie już we wrześniu 1939 na ziemiach zachodnich rozpoczęły się tzw. dzikie wysiedlenia, które trwały do połowy lub nawet końca listopada tego roku. Największe nasilenie zjawisko to przybrało na Pomorzu.
„Dzikie” wysiedlenia były przeprowadzane bez planu i bez żadnej koordynacji na szczeblu centralnym. Ich inicjatorami byli najczęściej lokalni przedstawiciele niemieckich władz partyjnych i państwowych oraz miejscowi volksdeutsche zrzeszeni w szeregach paramilitarnego Selbstschutzu. Dla przykładu w powiecie kościerskim „dzikie” wysiedlenia organizował okupacyjny starosta, a zarazem kreisleiter NSDAP – Günther Modrow. W listopadzie 1939 z jego inicjatywy brutalnie przesiedlono w okolice Siedlec od 10 tys. do 13 tys. mieszkańców powiatu. Z kolei w Bydgoszczy, tamtejszy nadburmistrz i kierownik organizacji partyjnej – Werner Kampe – już 27 października 1939 skierował do Generalnego Gubernatorstwa pierwszy transport „Kongresowiaków”, liczący 476 osób. Kolejnych 550 mieszkańców wysiedlono do centralnej Polski w dniu 4 listopada. „Dzikie” wysiedlenia przebiegały zazwyczaj według podobnego schematu. Lokalne władze wzywały wybranych Polaków lub Żydów (najczęściej posiadaczy ziemskich, kupców lub rzemieślników) do opuszczenia miejsca zamieszkania w ciągu 24 godzin. Niekiedy otaczano całe dzielnice miast kordonami wojska i policji, a następnie usuwano ich mieszkańców, zezwalając jedynie na zabranie niezbędnej odzieży i żywności.
„Dzikie” wysiedlenia wzbudziły w końcu zaniepokojenie niektórych przedstawicieli nazistowskiego aparatu państwowego, gdyż dokonywane były w atmosferze chaosu oraz na podstawie całkowicie arbitralnych i niejednolitych kryteriów. Co więcej, nierzadko służyły jako narzędzie do regulowania osobistych porachunków lub zagarnięcia mienia wysiedlanej rodziny. Ofiarą wypędzeń padali nawet miejscowi Niemcy (ich liczba mogła sięgać do 2 tys. osób). Z tego powodu „dzikie” wysiedlenia zostały odgórnie wstrzymane pod koniec listopada 1939. Zanim to jednak nastąpiło blisko 30–40 tys. Polaków i Żydów zamieszkujących ziemie wcielone do Rzeszy zostało zmuszonych do opuszczenia swych domów. Większość ofiar „dzikich” wysiedleń pochodziła z Pomorza.

### Wypędzenia mieszkańców Gdyni

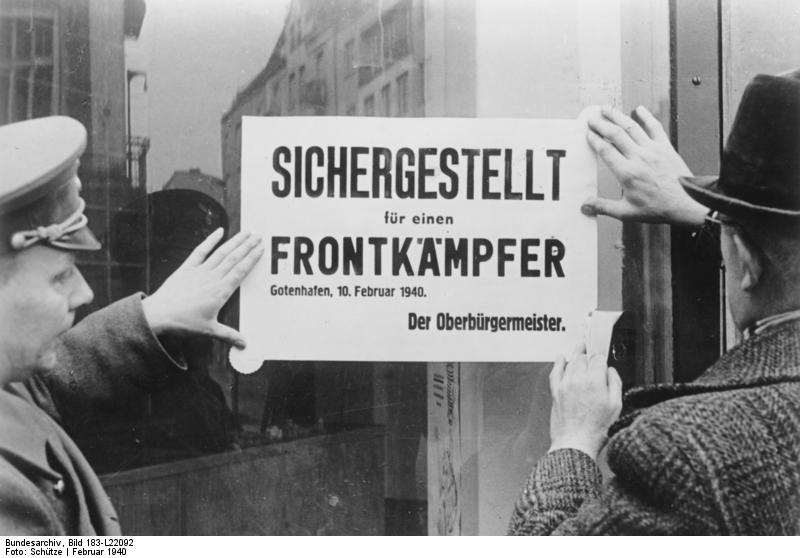
Obwieszczenie niemieckiego nadburmistrza Gdyni na sklepie wysiedlonych polskich właścicieli o „zabezpieczeniu dla żołnierza na froncie”

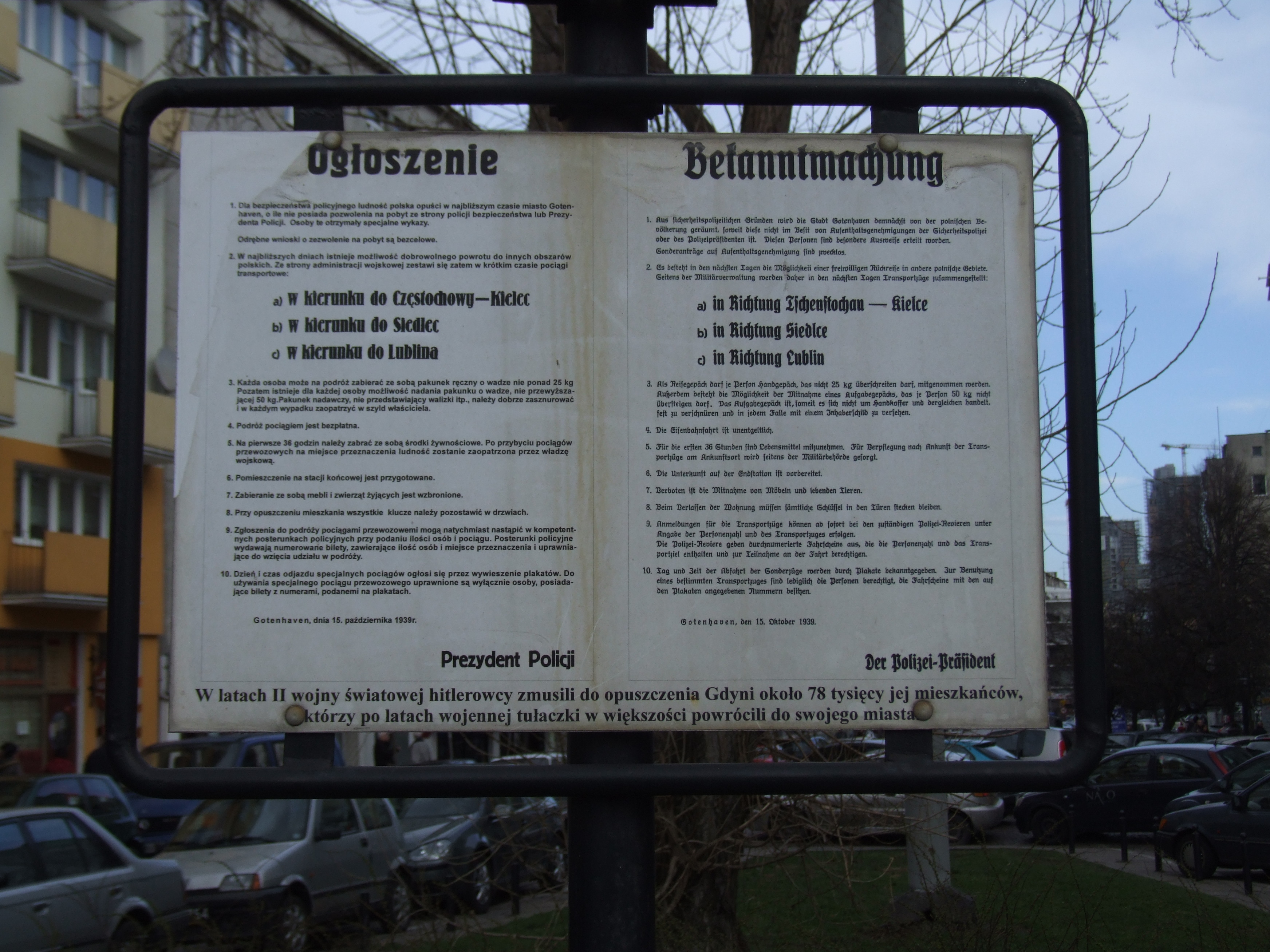
Replika ogłoszenia prezydenta policji, nakazującego gdynianom opuszczenie swoich domów

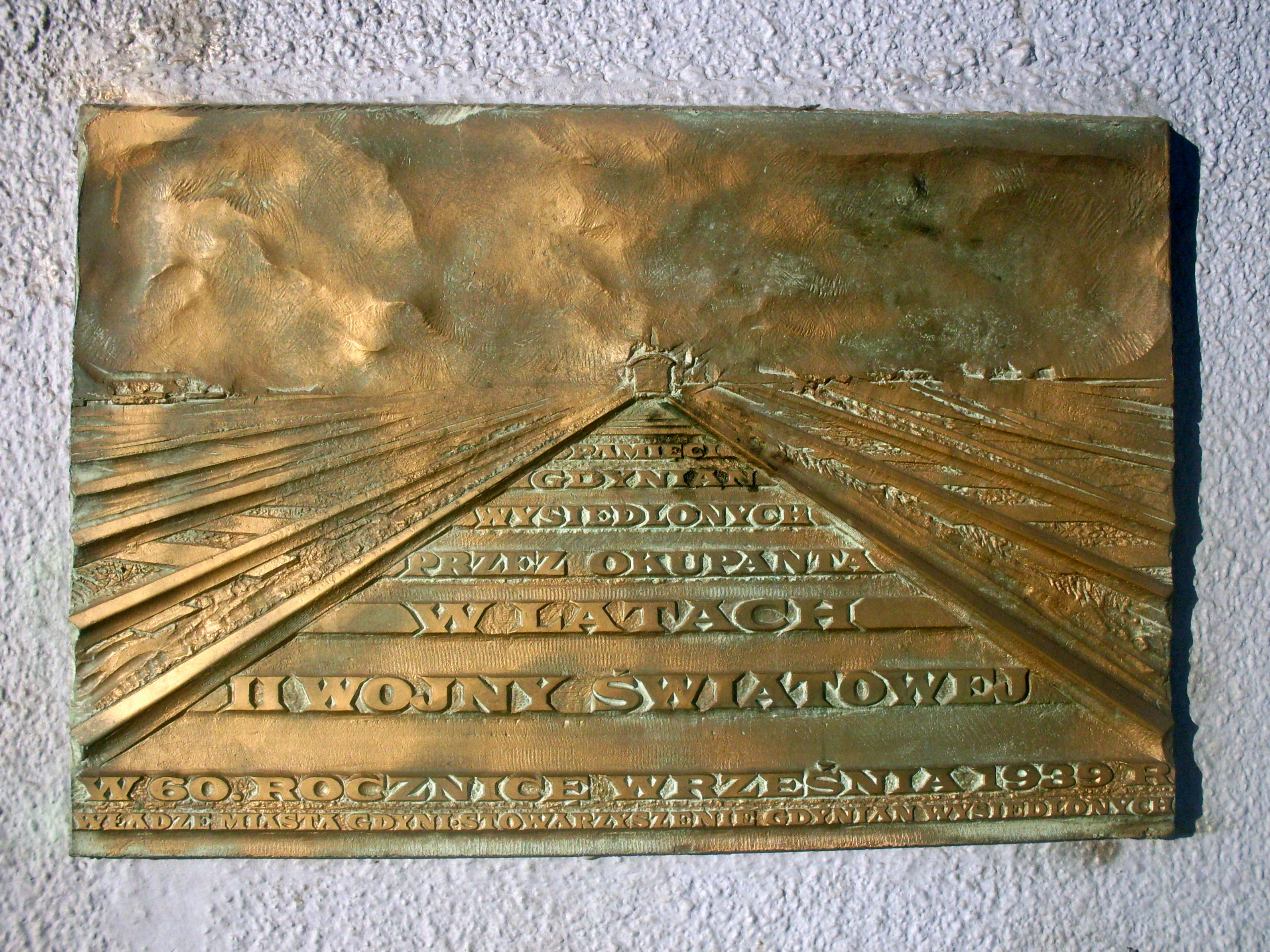
Tablica upamiętniająca wypędzenie Gdynian

Jeszcze przed zakończeniem kampanii wrześniowej rozpoczęły się przygotowania do masowych wysiedleń ludności Gdyni. W związku ze zbliżającą się wielką repatriacją niemieckiej mniejszości z Łotwy i Estonii (Baltendeutsche) nazistowskie władze zamierzały uczynić z Gdyni swoisty „port tranzytowy” dla planowanych transportów ewakuacyjnych. Ponadto Niemcom zależało, aby jak najszybciej wykorzystać nowoczesny port i stocznię gdyńską dla potrzeb zmilitaryzowanej gospodarki III Rzeszy. W tym celu uznali za niezbędne usunięcie z miasta większości ludności polskiej.
Wysiedlenia mieszkańców Gdyni, które nastąpiły na przełomie października i listopada 1939 zalicza się zazwyczaj do wysiedleń „dzikich”, choć przeprowadzone zostały z inspiracji najwyższych władz III Rzeszy. Już 20 września 1939 w dzienniku działań wojennych Wehrmachtu zapisano bowiem: „Führer zarządził możliwie jak najszybsze oczyszczenie Gdyni z ludności cywilnej”. 29 września generał Walter Heitz – głównodowodzący obszaru Gdańsk-Prusy Zachodnie – wystosował w tej sprawie stosowne pismo do komendanta Gdyni, Schalla-Emnena. Z kolei Himmler już 11 października upoważnił miejscowe jednostki policji i służby bezpieczeństwa do rozpoczęcia wysiedleń ludności polskiej z Gdyni. Celem koordynacji akcji wysiedleńczej powołano w Gdyni terenowy sztab do spraw przesiedleńczych, na którego czele stanął SS-Standartenführer Henschl. Wreszcie w dniu 14 października dwaj współpracownicy gauleitera Forstera – dr Wilhelm Löbsack i SS-Obersturmbannführer dr Sandenberg – opracowali kryteria oceny przynależności narodowej ludności Gdyni, na podstawie których podejmowano decyzję o wysiedleniu. Natychmiastowej deportacji (niem. Aussiedlung) mieli podlegać Polacy, którzy zamieszkali w Gdyni po 1918 roku oraz inteligencja i działacze polityczni, którym udało się do tej pory uniknąć represji. Przedstawiciele autochtonicznej polskiej ludności Pomorza – mieszkający w Gdyni, lecz urodzeni poza miastem (najczęściej pochodzący z powiatów: morskiego, kartuskiego i kościerskiego) – mieli podlegać „wewnętrznemu rugowaniu” (niem. Verdrängung) do dzielnic peryferyjnych lub wywózce do rodzinnych miast. Trzecią grupę stanowiła pozostała ludność polska zamieszkująca Gdynię, w tym również jej rodowici mieszkańcy, którzy mieli być wysiedleni w momencie, gdy ich mieszkania okażą się potrzebne dla przybywających do miasta rodzin niemieckich. Ponadto z powodu braku odpowiedniej liczby wykwalifikowanych Niemców, z akcji wysiedleńczej wyłączono około 5 tys. polskich specjalistów z różnych dziedzin gospodarki oraz lekarzy i personel farmaceutyczny. Miasto zamieszkiwało przed wojną ok. 127 tys. ludzi. Biorąc pod uwagę fakt, iż do 1918 roku Gdynia oraz pozostałe miejscowości mieszczące się na terenie późniejszego portu i miasta (np. Oksywie, Redłowo) były niewielkimi osadami rybackimi, tak sformułowane kryteria skazywały większość mieszkańców miasta na wysiedlenie.
Pierwsze deportacje rozpoczęły się już 12 października i objęły najpierw mieszkańców dzielnicy Orłowo. Domy, a nawet całe dzielnice, otaczane były przez kordony policji, która przy wyciu syren wkraczała do mieszkań i zmuszała wysiedlanych do ich natychmiastowego opuszczenia. Wygnańców pędzono następnie do punktów zbornych (np. przed cmentarzem na Witominie), gdzie oczekiwali na sformowanie transportu. Po jego skompletowaniu ludność gromadzono przed dworcem kolejowym (od strony ul. Morskiej) i po rewizji osobistej wywożono wagonami towarowymi w kierunku Częstochowy, Kielc, Siedlec i Lublina. W akcji wysiedleńczej brały udział oddziały żandarmerii, policji porządkowej, Selbstschutzu, SA i SS (m.in. jednostka Wachsturmbann „Eimann”). Listy Polaków przeznaczonych do wysiedlenia układał natomiast SS-Sturmbannführer Friedrich Class – szef gdyńskiej ekspozytury Einsatzkommando 16. Ostatecznie między 12 a 26 października 1939 wysiedlonych zostało 12 271 mieszkańców Gdyni. Wrażenie jakie wywołała wśród ludności niemiecka akcja wysiedleńcza było tak wielkie, że kolejnych 38 tys. Polaków opuściło miasto, nie czekając na nakaz policyjny. W efekcie spis powszechny przeprowadzony w grudniu 1939 wykazał obecność na terenie powiatu miejskiego Gdynia 55 895 osób, co oznaczało spadek o 56 procent w porównaniu z czerwcem tego samego roku. Miasto było już wówczas wyraźnie opustoszałe.
W 1940 roku w ramach zorganizowanej akcji wysiedleńczej z Gdyni wysiedlonych zostało kolejnych 22 140 mieszkańców. Spis przeprowadzony pod koniec roku wykazał jednak, że Gdynię wciąż zamieszkiwało ponad 62 tys. Polaków. Owa nieścisłość danych mogła być efektem zawyżania przez Niemców statystyk z akcji wysiedleńczych lub wynikać z trwających na Pomorzu migracji wewnętrznych.

## Zorganizowana akcja wysiedleńcza na Pomorzu

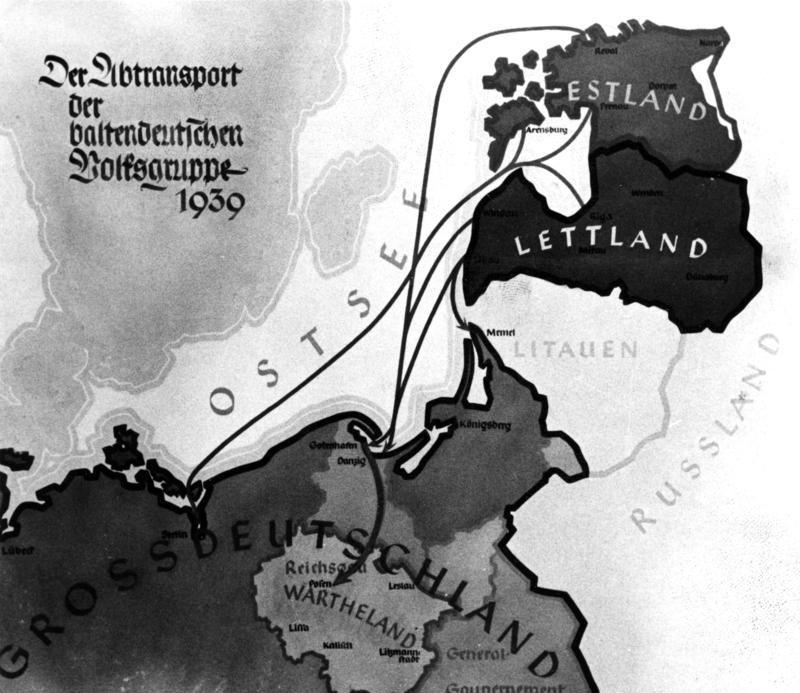
Trasy ewakuacyjne Niemców bałtyckich

Na przebieg wysiedleń ludności polskiej z Pomorza przemożny wpływ miał konflikt pomiędzy gauleiterem Forsterem a kierownictwem SS, który wybuchł już jesienią 1939. Himmler i Hildebrandt kierując się literalnie rasistowskimi założeniami ideologii nazistowskiej, dążyli do usunięcia z Pomorza jak największej liczby „obcoplemieńców” i osadzenia na ich miejscu volksdeutschów repatriowanych z sowieckiej strefy wpływów – w pierwszym rzędzie Niemców bałtyckich. Forster nie kwestionując samej idei wysiedleń, sprzeciwiał się jednak osadnictwu Niemców bałtyckich, który uważał za małowartościowych i stanowiących ze względu na swą strukturę społeczną zbędne obciążenie dla gospodarki okręgu. Oczekiwał raczej, że na Pomorzu będą osiedlani Niemcy pochodzący z przedwojennego terytorium Rzeszy (Reichsdeutsche), podczas gdy volksdeutschów ze Wschodu proponował kierować wpierw do Niemiec, aby tam bardziej przesiąkli niemiecką kulturą. Gdy zorganizowanie masowego osadnictwa Reichsdeutschów na Pomorzu okazało się niemożliwe, Forster zaczął się skłaniać ku germanizacji znacznej części polskiej populacji, czego efektem okazało się masowe wpisywanie Polaków na Niemiecką Listę Narodowościową (tzw. volkslistę). Swoje poglądy w tej sprawie Forster wyłożył w memoriale z lipca 1940, który skierował na ręce Hildebrandta. Pisał w nim, że: „wyjaśnić należy zasadniczy problem, czy Okręg Rzeszy Gdańsk-Prusy Zachodnie (…) otrzyma tak wielu rodaków ze Starej Rzeszy, aby można było wydalić z okręgu wszystkie elementy nieniemieckie. Niewątpliwie najlepiej byłoby, gdyby wszystkie elementy nieniemieckie opuściły okręg i na to miejsce przybyli mężczyźni i kobiety ze Starej Rzeszy. W wypadku jednak, kiedy Okręg Rzeszy Gdańsk-Prusy Zachodnie otrzyma ze Starej Rzeszy tylko niewielką ilość rodaków lub ich w ogóle nie otrzyma, zmuszony będę zająć się zamieszkującą tutaj ludnością osiadłą, wyszukać element przydatny i wtopić go w żywioł niemiecki”. Forster liczył, że luzując kryteria decydujące o uznaniu za Niemca, zdoła pozyskać na Pomorzu lojalną siłę roboczą oraz rekrutów dla Wehrmachtu. Bez wątpienia liczył też, że szybką germanizacją prowincji pozyska przychylność Hitlera – choćby nawet owa germanizacja miała wyłącznie formalny charakter. „Elastyczne” podejście gauleitera do nazistowskich praw rasowych stało się jednak przyczyną licznych konfliktów z Himmlerem i Hildebrandtem. Do sporu ideologicznego doszedł przy tym również czynnik osobisty. Ambitny Forster nie chciał pogodzić się z sytuacją, w której to SS miała na podległym mu obszarze podejmować wszelkie kluczowe decyzje w sprawach wysiedleń. Forsował więc włączenie do procesu decyzyjnego struktur partyjnych i państwowych Okręgu Gdańsk-Prusy Zachodnie, co z kolei budziło opór zazdrosnych o swe prerogatywy Himmlera i Hildebrandta.
Ze względu na opór stawiany przez Forstera Himmler w dniu 26 października 1939 podjął decyzję o chwilowym wstrzymaniu wysiedleń z ziem wcielonych do Rzeszy. Już cztery dni później wydał jednak rozporządzenie nr 1/II do dekretu Hitlera o umocnieniu Niemczyzny, w którym nakazywał, aby do końca lutego 1940 z terenów Okręgu Rzeszy Gdańsk-Prusy Zachodnie wysiedleni zostali wszyscy Żydzi oraz Polacy przybyli na Pomorze po 1918 roku. 3 listopada 1939 ponownie wezwał natomiast do kontynuowania na Pomorzu i w Poznańskiem akcji osadniczo-wysiedleńczej związanej z ewakuacją Niemców bałtyckich. Z kolei w dniu 15 listopada Hildebrandt zorganizował w Gdańsku naradę z udziałem przedstawicieli władz okręgu, której celem było wypracowanie wspólnego stanowiska w sprawie planowanych przesiedleń. W trakcie konferencji najwięcej miejsca poświęcono kwestii osadnictwa Niemców bałtyckich. Hildebrandt wychodząc nieco naprzeciw postulatom Forstera, zgodził się, że Okręg Gdańsk-Prusy Zachodnie może przyjąć tylko niewielką liczbę Baltendeutschów – głównie przedstawicieli inteligencji lub wykwalifikowanych robotników. W ślad za postanowieniami konferencji w Krakowie (8 listopada) potwierdzono, że z Pomorza zostanie w krótkim czasie deportowanych blisko 400 tys. Polaków i Żydów. Postanowiono, że wysiedleniami zostaną objęte przede wszystkim południowe powiaty prowincji – najgęściej zamieszkiwane przez Polaków. Z inicjatywy dr Rudolfa Trögera – gdańskiego inspektora SD i policji bezpieczeństwa (IdS) – postanowiono również, że w pierwszym rzędzie będą wysiedlane rodziny Polaków zamordowanych podczas akcji „Inteligencja”.
W dniach 3–6 grudnia 1939 na terenie Okręgu Gdańsk-Prusy Zachodnie przeprowadzony został spis powszechny, który pozwolił Niemcom wyselekcjonować 363 596 osób w pierwszym rzędzie przeznaczonych do wysiedlenia. W międzyczasie, w dniu 5 grudnia, Forster przekazał wszystkim kierownikom powiatowych organizacji partyjnych wytyczne, na podstawie których miały być przeprowadzane wysiedlenia. Listy osób przeznaczonych do deportacji mieli przygotować kreisleiterzy. Przypadki wątpliwe nakazano dokładnie badać, aby nie doprowadzić do sytuacji, w której wydalone zostaną osoby, które „z rasowego punktu widzenia są ewentualnie dla pozyskania dla ojczyzny”. Wytyczne precyzowały, że w pierwszym rzędzie należy usunąć z terenów prowincji:
- Żydów;
- Polaków, którzy po 1918 roku przybyli na Pomorze z terenów Kongresówki i Galicji;
- „Rodziny Polaków zlikwidowanych w ciągu ostatnich 2–3 miesięcy”;
- przestępców i elementy aspołeczne (np. alkoholików);
- Polaków urodzonych w dawnym zaborze pruskim (w tym np. Kaszubów), którzy „w szczególnie widoczny sposób dawali wyraz swej antyniemieckiej postawie”[52].

Zarządzenie Forstera wywołało irytację miejscowych dowódców SS, którzy uznali, że namiestnik przekroczył swoje kompetencje. 13 grudnia dr Tröger skierował do Forstera oficjalne pismo, w którym raz jeszcze wyliczał przyjęty podział ról i kompetencji przypominając, że wysiedlenia mogą być zarządzane tylko na rozkaz Himmlera. Ostatecznie nazistom udało się jednak dojść do porozumienia. Tröger zgodził się, aby listy osób przeznaczonych do wysiedlenia były sporządzane przez kierowników powiatowych struktur NSDAP. SS miała natomiast ustalać rozmiary deportacji oraz odpowiadać za ich przygotowanie i wykonanie. Tröger uzyskał ponadto zapewnienie ze strony Forstera, że lokalne struktury NSDAP zaprzestaną organizowania „dzikich” wysiedleń.
Z powodu trudności organizacyjnych oraz sporów kompetencyjnych wysiedlenia z Pomorza, które formalnie miano rozpocząć w listopadzie 1939, ruszyły dopiero na początku 1940 roku. Nie oznacza to jednak, że w międzyczasie nie dochodziło do deportacji. Między innymi, w dniach 22–26 listopada 1939 władze niemieckie wysiedliły tysiące Polaków z powiatów gdańskiego i kościerskiego, a na początku grudnia – około 3500 Polaków i Żydów z Gdańska oraz Sopotu. Z terenów powiatu morskiego do końca 1939 wypędzono 4670 Polaków i 95 Żydów. Z kolei w powiecie tczewskim wysiedlono na przełomie 1939 i 1940 blisko 1800 rodzin polskich (z czego 806 rodzin poddano tzw. przekwaterowaniu). Podczas konferencji zorganizowanej w Karinhall w lutym 1940 Albert Forster poinformował pozostałych nazistowskich przywódców, że podległy mu okręg opuściło już około 87 tys. Polaków (w tym około 40 tys. mieszkańców Gdyni), z czego część jednak na własną rękę – poza zorganizowaną akcją wysiedleńczą.
Apogeum akcji wysiedleńczej nastąpiło jednak wiosną i jesienią 1940 roku. 4 i 6 maja 1940 dwoma transportami wydalono z Bydgoszczy blisko 1431 osób. W tym samym miesiącu wysiedlono także 1519 mieszkańców Torunia i Chełmży oraz 3350 osób z Grudziądza i sąsiednich powiatów. Podobne akcje przeprowadzono również w Gdańsku, Gdyni, Rumi, Wejherowie i Tczewie. Łącznie w maju 1940 wysiedlono do Generalnego Gubernatorstwa (głównie na tereny dystryktu lubelskiego) około 7136 mieszkańców Pomorza (niektóre szacunki mówią nawet o 8 tys. wypędzonych). Po krótkiej przerwie akcję wysiedleńczą wznowiono we wrześniu i październiku 1940. Wysiedlenia dotknęły wówczas m.in.: Bydgoszcz (ok. 1700 wypędzonych), Chełmno i powiat chełmiński (ok. 1200 wypędzonych), powiat brodnicki (ok. 2 tys. wypędzonych), powiat chojnicki (ok. 900 wypędzonych), powiat świecki (ok. 738 wypędzonych), powiaty lipnowski i rypiński (ok. 620 wypędzonych), powiat morski (co najmniej 480 wypędzonych) oraz Toruń (ok. 400 wypędzonych). Łącznie do 15 listopada 1940 władze niemieckie wypędziły z Pomorza blisko 30 758 Polaków i Żydów. W czasie trwania zorganizowanej akcji wysiedleńczej deportowano także do Generalnego Gubernatorstwa 96 rodzin z powiatu kartuskiego (303 osoby) oraz 105 mieszkańców powiatu kościerskiego. Akcja wysiedleńcza na Pomorzu objęła przede wszystkim tereny wiejskie, co wiązało się z dążeniem władz okupacyjnych do znalezienia miejsca pod osadnictwo Niemców bałtyckich oraz obawą przed nadwyrężeniem produkcji przemysłowej.
W międzyczasie Forster wydał zarządzenie (26 marca 1940) powołujące do życia specjalne komisje odwoławcze. Komisje te miały działać w każdym z powiatów, a ich zadaniem było badanie zasadności skarg i wniosków składanych przez osoby wysiedlone z Pomorza oraz rozstrzyganie o ewentualnym cofnięciu decyzji o deportacji. Z góry przyjęto założenie, że zgoda na powrót w rodzinne strony nie będzie udzielana Żydom, rodzinom ofiar Intelligenzaktion, Polakom urodzonym poza obszarem dawnego zaboru pruskiego, osobom „wrogo usposobionym do Niemczyzny” oraz przestępcom i osobom aspołecznym. W przypadkach wątpliwych ostateczne decyzje miała podejmować trzyosobowa komisja, w której skład wchodzili: SS-Oberführer Georg Ebrecht (zastępca Wyższego Dowódcy SS i Policji w Okręgu Gdańsk Prusy-Zachodnie), Wilhelm Löbsack (kierownik szkolenia partyjnego) oraz Erich Temp.
Analizując przebieg pierwszej fazy akcji wysiedleńczej, kierownictwo gdańskiej SS doszło do wniosku, że dotychczas stosowane kryteria deportacji nie zdają egzaminu. W piśmie z 29 maja 1940 Inspektor SD i policji bezpieczeństwa w Okręgu Gdańsk Prusy-Zachodnie zaproponował więc, aby odebrać lokalnym komórkom NSDAP prawo do sporządzania list osób przeznaczonych do wysiedlenia. Zamiast tego proponował utworzenie specjalnego urzędu do spraw przesiedleń, który na szczeblu okręgu zająłby się podziałem nieniemieckiej ludności Pomorza na dwie kategorie – „niepożądanych” (których należy wysiedlić) i „tolerowanych”. Również Himmler chcąc uniknąć sytuacji, w której wysiedlane będą osoby zakwalifikowane do zgermanizowania, wydał dekret (12 września 1940) nakazujący dokładną analizę poszczególnych grup ludności zamieszkującej tereny objęte akcją wysiedleńczą. Pomysł utworzenia centralnej placówki przesiedleńczej został jednak chwilowo storpedowany przez Forstera, który chciał osobiście decydować o kryteriach wysiedleń. Zamiast tego w lipcu 1940 utworzono przy gdańskim Pełnomocniku Komisarza Rzeszy dla Umocnienia Niemczyzny tzw. Sztab Osiedleńczy, a w miastach powiatowych jego filie – tzw. powiatowe sztaby pracy, w których skład wchodzili przedstawiciele lokalnych placówek SS i NSDAP oraz pracownicy administracji państwowej. Zadaniem Sztabu Osiedleńczego było selekcjonowanie polskich gospodarstw, warsztatów lub sklepów pod kątem ich przydatności dla niemieckich osadników z Europy Wschodniej.

### Utworzenie Centrali Przesiedleńczej w Gdańsku
Ostatecznie SS zdołało jednak przełamać opór Forstera i przeforsować swoje stanowisko. 15 listopada 1940 decyzją RSHA powołano przy Inspektorze SD i policji bezpieczeństwa w Gdańsku (funkcję tę pełnił wówczas SS-Oberführer Hellmut Willich) tzw. Centralną Placówkę Przesiedleń (niem. Umwandererzentralstelle – UWZ), która była odtąd odpowiedzialna za całokształt spraw administracyjno-gospodarczych i organizacyjnych związanych z akcją wysiedlania ludności polskiej oraz osadnictwem niemieckim na Pomorzu. Do kierowania Centralą Willich upoważnił SS-Sturmbannführera Wolfa, podczas gdy kierownictwo organizacyjne pozostawało w rękach F. Abromeita. Do zadań UWZ należało m.in. uzgadnianie ze Sztabem Osiedleńczym terenowego kierunku wysiedleń oraz zamawianie pociągów ewakuacyjnych. Centrali zostały także podporządkowane wszystkie powiatowe sztaby pracy. Ponadto decyzją z 3 lutego 1941 Willich powierzył UWZ kontrolę nad obozami zbiorczymi utworzonymi dla wysiedlanej ludności Pomorza.
W tym samym czasie przy gdańskim Pełnomocniku Komisarza Rzeszy dla Umocnienia Niemczyzny utworzono stanowisko Sonderreferent für Polizei-Einsatz (pol. „Referent Specjalny do spraw użycia policji”), którego zadaniem było koordynowanie udziału policji w akcjach przesiedleńczych. Referatowi Specjalnemu, na którego czele stanął kapitan policji Jagd, podlegały dwie Einsatzkompanie (specjalne kompanie policji porządkowej) kwaterujące w Gdyni i Toruniu oraz wszystkie terenowe placówki Schutzpolizei i żandarmerii kierowane do udziału w akcjach wysiedleńczych. Ponadto powołany został specjalny referat służby bezpieczeństwa (SD-Sonderreferat) pod kierownictwem SS-Obersturmführera Pecha, którego zadaniem było m.in. rozstrzyganie o kierunkach transportów wysiedleńczych. Bliską współpracę z Centralą Przesiedleńczą nawiązał również Krajowy Urząd Pracy w Gdańsku. Spośród ogólnej masy wysiedleńców selekcjonował on osoby zdolne do pracy, które kierowano następnie na roboty przymusowe – najpierw w niemieckich gospodarstwach rolnych na terenie Okręgu Gdańsk-Prusy Zachodnie, a później w głąb III Rzeszy. Z kolei za transport niemieckich osadników na świeżo anektowane obszary oraz ich wstępne rozlokowanie odpowiadał Główny Urząd Kolonizacyjny dla Volksdeutschów (Hauptamt Volksdeutsche Mittelstelle) przy wsparciu ze strony nazistowskiej opieki społecznej (Nationalsozialistische Volkswohlfahrt).
Wysiedlenia przebiegały odtąd według następującej procedury. Najpierw Centrala Przesiedleńcza oraz podporządkowane jej powiatowe sztaby pracy wybierały polskie gospodarstwa, które nadawały się do przekazania niemieckim osadnikom. Następnie teczki osobowe Polaków wstępnie zakwalifikowanych do wysiedlenia były analizowane przez SD i po zaopiniowaniu trafiały z powrotem do UWZ. Jeżeli natomiast wysiedleniu miały podlegać tzw. elementy aspołeczne, to wiążącą opinię musiał wydać w tym zakresie również miejscowy kreisleiter NSDAP. Po podjęciu ostatecznej decyzji Centrala Przesiedleńcza występowała do Referatu Specjalnego ds. użycia policji z wnioskiem o przeprowadzenie akcji wysiedleńczej. Wypędzeni Polacy trafiali najpierw do jednego z obozów zbiorczych, gdzie oczekiwali na przesiedlenie aż do momentu sformowania tysiącosobowego transportu do Generalnego Gubernatorstwa.
Utworzenie Centralnej Placówki Przesiedleń zainicjowało drugą fazę zorganizowanej akcji wysiedleńczej na Pomorzu, której punkt szczytowy przypadł na luty i marzec 1941. W efekcie między 15 listopada 1940 a 15 marca 1941 do Generalnego Gubernatorstwa wysiedlonych zostało kolejnych 10 504 Polaków i 381 Żydów. Łącznie, jak wskazują zachowane dokumenty niemieckie, w trakcie planowych wysiedleń trwających od przełomu 1939/1940 roku do marca 1941 wywieziono do Generalnego Gubernatorstwa około 91 533 mieszkańców Pomorza. Z kolei w jednym z pism Hildebrandt informował Forstera, że do 16 marca 1941 deportowano do centralnej Polski 41 518 Polaków, a ponadto 50 633 Polaków z Gdyni (tych ostatnich poza ramami zorganizowanej akcji przesiedleńczej).

### Traktowanie wysiedleńców
Wysiedlanie ludności polskiej przebiegało zazwyczaj według podobnego schematu. Wsie i osiedla były otaczane przez kordony policji. Funkcjonariusze niemieckiej policji, żandarmerii lub Gestapo, którym towarzyszyli miejscowi członkowie NSDAP, wkraczali następnie bez uprzedzenia do polskich domów i mieszkań. Zwykle rozpoczynano akcję w nocy lub wczesnym rankiem – tak aby zastać na miejscu całą rodzinę. W zależności od humoru Niemców deportowanym pozostawiano od 15 do 60 minut na ubranie się oraz spakowanie podręcznego bagażu. Każdy wysiedlony mógł zabrać ze sobą jedynie bagaż o wadze do 25–30 kilogramów na osobę dorosłą oraz do 10 kilogramów na dziecko. W skład bagażu mogły wchodzić wyłącznie: koc, sztućce, naczynia oraz żywność na kilka, a od połowy 1940 – na kilkanaście dni. Przesiedleńcy mogli również posiadać przy sobie niewielką kwotę pieniędzy – do 200 złotych. W późniejszym okresie limit ten zmniejszono do zaledwie 20 złotych. Wysiedleniu podlegały również osoby niedołężne i obłożnie chore. Sam przebieg deportacji był zazwyczaj bardzo brutalny – nierzadkie były przypadki pobić, a nawet zabójstw.
Sposób przeprowadzania deportacji powodował, że większa część majątku osób deportowanych dostawała się w ręce niemieckie. Podczas pierwszej fazy wysiedleń zagrabione mienie było przekazywane do dyspozycji tzw. Głównego Urzędu Powierniczego – Wschód (niem. Haupttreuhandstelle Ost – HTO), który uzyskał prawo konfiskowania i administrowania własnością przesiedleńców na mocy umowy z 10 listopada 1939, zawartej przez Himmlera z szefem HTO – Maxem Winklerem. Szybko jednak przyjęto zasadę przekazywania majątku wysiedlonych bezpośrednio w ręce niemieckich osadników.
Po opuszczeniu miejsca zamieszkania wysiedleńcy pieszo lub podwodami udawali się do punktów zbiorczych. Początkowo funkcję tę pełniły prowizorycznie przygotowane baraki, stodoły, obozy przejściowe lub budynki więzienne, a nawet kościoły. Później wysiedleńców lokowano w sukcesywnie powstających obozach zbiorczych – utworzonych m.in. w Potulicach, Toruniu, Tczewie i Smukale. Tam wysiedleńców poddawano selekcji i kolejnym rewizjom, w trakcie których nierzadko ograbiano ich z pieniędzy i biżuterii oraz konfiskowano i tak niemal mikroskopijny bagaż. Wysiedlana ludność przebywała w punktach zbiorczych nawet przez kilka dni – w fatalnych warunkach bytowych, bez pomocy medycznej, a nierzadko również bez wyżywienia.
Warunki, w jakich odbywał się transport wysiedlonych do Generalnego Gubernatorstwa, urągały wszelkim zasadom humanitaryzmu. Podróż bydlęcymi wagonami trwała od kilku do kilkunastu dni, a pociągi były czasami załadowane do tego stopnia, że wysiedleńcy mogli jedynie stać. Z powodu biurokratycznych konfliktów pomiędzy władzami Generalnego Gubernatorstwa a kierownictwem Okręgu Gdańsk-Prusy Zachodnie pociągi nierzadko przez wiele dni musiały oczekiwać na przygranicznych stacjach. Wagony były nieogrzewane i pozbawione urządzeń sanitarnych, przez co deportowani byli pozbawieni możliwości załatwienia potrzeb fizjologicznych. Nierzadko przez całą podróż nie otrzymywali również wody ani pożywienia. Mieszkańcom miejscowości leżących na trasie przejazdu surowo zabraniano udzielania pomocy wysiedleńcom. Upominano nawet tych żołnierzy Wehrmachtu, którzy kierując się współczuciem, próbowali podawać deportowanym żywność lub wodę. Po przybyciu na teren Generalnego Gubernatorstwa wysiedleńców zazwyczaj pozostawiano samych sobie, nie podejmując żadnych działań aby zapewnić im pracę, wyżywienie, czy dach nad głową. Nierzadko transporty kończyły bieg na małych prowincjonalnych stacyjkach lub po prostu w szczerym polu. W tych okolicznościach los wysiedleńców był nadzwyczaj trudny, zwłaszcza gdy nie posiadali oni rodziny lub znajomych w Generalnym Gubernatorstwie. Wypędzani Żydzi trafiali do gett, m.in. do getta warszawskiego.
Wysiedlenia ludności polskiej z Pomorza nosiły wszelkie cechy eksterminacji pośredniej. Zarówno podczas transportu, jak i w obozach zbiorczych lub na terenie Generalnego Gubernatorstwa, liczne były (zwłaszcza zimą) przypadki chorób i zgonów wśród wysiedlonych. Ich ofiarą padały zazwyczaj dzieci lub osoby starsze. Częste były wypadki, kiedy z wagonów wyciągano zwłoki kilku, kilkunastu, a nawet kilkudziesięciu zmarłych. O tym jak wyglądał przebieg akcji wysiedleńczej mogą świadczyć słowa Hansa Franka, który podczas posiedzenia „rządu” Generalnego Gubernatorstwa w dniu 9 grudnia 1942 wspominał: „Panowie przypominają sobie te straszne miesiące, w których dzień po dniu przybywały do Generalnego Gubernatorstwa pociągi towarowe, obładowane ludźmi, niektóre wagony były wypełnione po brzegi trupami”. Należy przy tym podkreślić, że ówczesna sytuacja gospodarcza III Rzeszy pozwalała na przeprowadzenie akcji wysiedleńczej w bardziej humanitarny sposób. Wysiłki na rzecz poprawy warunków w jakich znalazła się wysiedlana ludność podjęto jednak dopiero po protestach władz Generalnego Gubernatorstwa i niemieckiego ministerstwa spraw zagranicznych, które na tym etapie wojny obawiało się jeszcze negatywnych reakcji światowej opinii publicznej.

## „Komasacja” i wysiedlenia wewnętrzne
Władze okupowanego Generalnego Gubernatorstwa od samego początku z wielką niechęcią przyjmowały transporty wysiedleńców z Pomorza, Śląska i Wielkopolski, gdyż uważały, że masy uchodźców stanowią zbytnie obciążenie dla miejscowej gospodarki. W tej sytuacji generalny gubernator Hans Frank uznał wiosną 1941 roku, że intensywne przygotowania do niemieckiej inwazji na ZSRR stanowią doskonały pretekst do wstrzymania dalszych deportacji. 15 marca 1941 granice Generalnego Gubernatorstwa zostały zamknięte dla transportów przesiedleńczych.
W tej sytuacji nazistowskie kierownictwo Okręgu Gdańsk-Prusy Zachodnie postanowiło, że deportacje Polaków do Generalnego Gubernatorstwa zostaną zastąpione:
- „komasacją rodzin polskich” polegającą na grupowaniu po kilku rodzin w jednym mieszkaniu lub gospodarstwie, jak również na wewnętrznym przesiedlaniu Polaków do miejsc zamieszkania o gorszej lokalizacji (np. z centrów miast na przedmieścia, do wsi gorzej rozwiniętych i z gorszej jakości ziemią uprawną itp.);
- wywózkami Polaków na roboty przymusowe w głąb III Rzeszy;
- uwięzieniem części ludności w obozach zbiorczych;
- umieszczaniem odpowiednio zakwalifikowanych rodzin polskich w specjalnych obozach, gdzie poddawano je intensywnej germanizacji[89].

Zakrojone na szeroką skalę wysiedlenia wewnętrzne rozpoczęły się na Pomorzu już w kwietniu 1941. W pierwszej kolejności objęły ziemię Chełmińską i ziemię Dobrzyńską (powiaty: brodnicki, lipnowski, rypiński i wąbrzeski) skąd do końca maja 1941 wysiedlono blisko 5060 osób. Wiele osób zostało wówczas skierowanych do obozu zbiorczego w toruńskiej „Szmalcówce”. Z kolei w maju 1941 uruchomiony został obóz w Potulicach, gdzie kierowano wysiedleńców z okolic Starogardu Gdańskiego, Sępólna, Tczewa i Wyrzyska. Ponadto od 31 maja do 2 czerwca 1941 przeprowadzano na zlecenie władz wojskowych wysiedlanie ludności z południowych okolic Torunia, gdzie urządzono wielki obóz ćwiczebny dla Wehrmachtu. Przesiedlono wówczas 896 Polaków. Do końca lipca 1941 w ramach przesiedleń wewnątrz okręgu wypędzono z domów 9367 Polaków – z czego 6596 osób padło ofiarą „komasacji”, 946 osoby zwerbował gdański Krajowy Urząd Pracy, 347 osób wysłano na obserwację do obozu podległego gdańskiemu oddziałowi Głównego Urzędu Rasy i Osadnictwa SS, a 173 osoby trafiły do obozu zniemczania w Nowym Mieście Lubawskim.
Wysiedlenia wewnętrzne oraz wywózki na roboty przymusowe były kontynuowane na Pomorzu również w kolejnych miesiącach. Stopniowo zaczęły one pełnić także rolę narzędzia represji politycznych (ich ofiarą padały np. rodziny dezerterów z Wehrmachtu lub osoby odmawiające podpisania volkslisty). Do końca 1942 roku dotknęły one łącznie 18 815 Polaków – głównie mieszkańców tych powiatów, które były stosunkowo licznie zamieszkane przez ludność niemiecką. Ofiarą wysiedleń wewnętrznych padło m.in. 1095 mieszkańców powiatu kartuskiego (285 rodzin) oraz 859 mieszkańców powiatu kościerskiego (150 rodzin).

### Obozy przesiedleńcze w Potulicach, Toruniu i Smukale

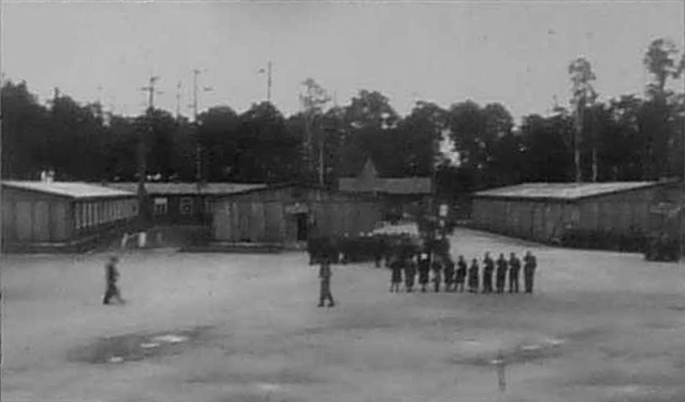
Obóz przesiedleńczy w Potulicach

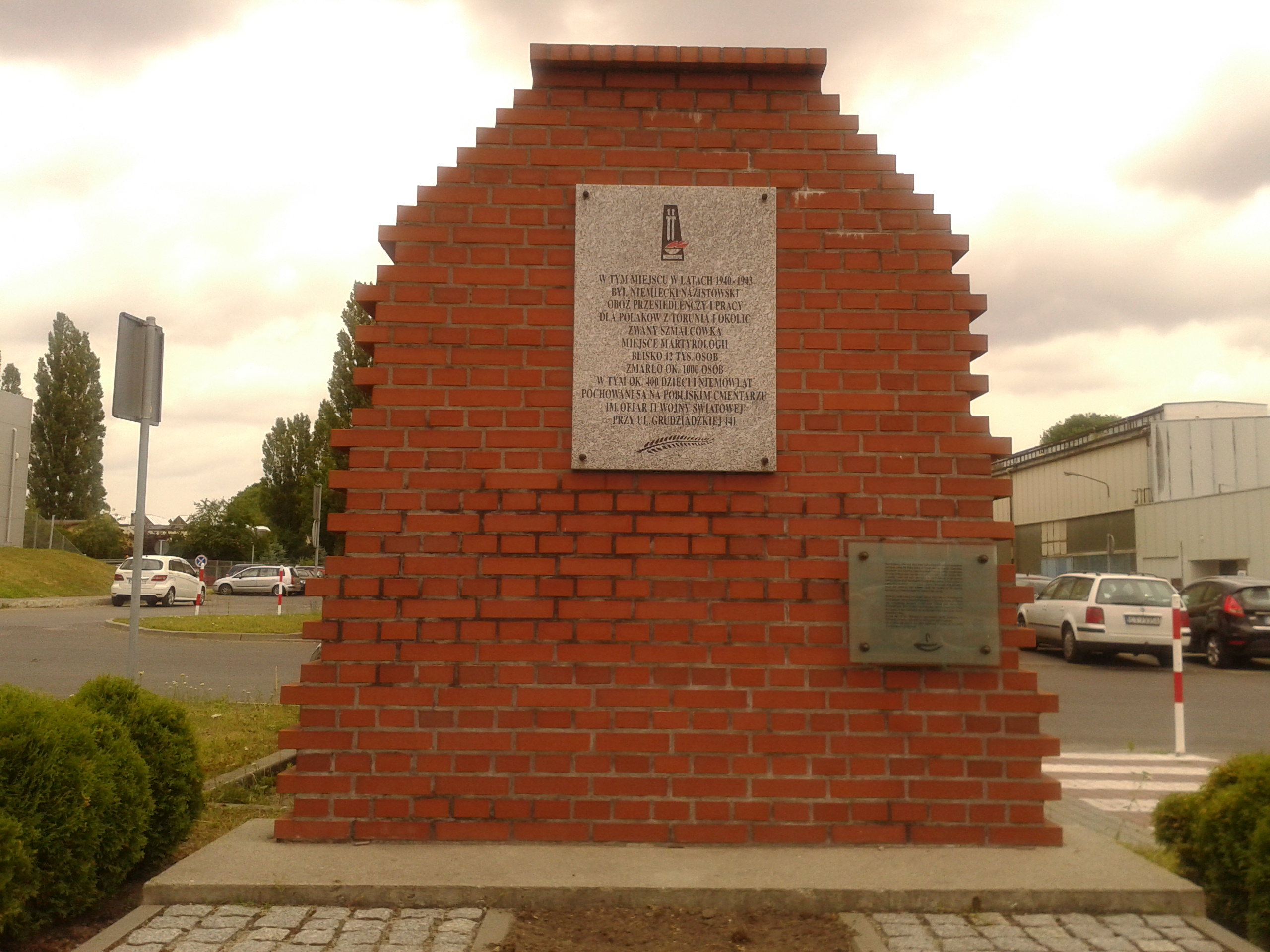
Pomnik upamiętniający ofiary „Szmalcówki”

Począwszy od wiosny 1941 roku, szczególną rolę w akcji wysiedleńczej zaczęła odgrywać sieć obozów przejściowych zorganizowanych przez Niemców na Pomorzu. Początkowo owe obozy pełniły funkcję punktów zbornych, w których wysiedlana ludność miała oczekiwać do momentu sformowania tysiącosobowego transportu do Generalnego Gubernatorstwa. Służyły one również jako miejsce „selekcji” przesiedleńców, w zależności od wyników której byli oni później kierowani do Generalnego Gubernatorstwa, na roboty przymusowe lub do specjalnych obozów, gdzie „odpowiedni pod względem rasowym” Polacy byli poddawani intensywnej germanizacji. 3 lutego 1941 obozy zostały oficjalnie podporządkowane Centrali Przesiedleńczej w Gdańsku.
Po zamknięciu granic Generalnego Gubernatorstwa Niemcy nadal kierowali wysiedlanych Polaków do obozów zbiorczych, gdyż liczyli, że po najwyżej kilkumiesięcznej przerwie transporty wysiedleńców ruszą ponownie. Przebieg działań wojennych prowadzonych na froncie wschodnim szybko uświadomił jednak władzom Okręgu Gdańsk-Prusy Zachodnie, że wznowienie deportacji do Generalnego Gubernatorstwa nie nastąpi szybko. W rezultacie w sierpniu 1941 zapadła decyzja o przekształceniu dotychczasowych obozów przesiedleńczych w stałe miejsca odosobnienia. Wielu przesiedleńców, którzy według początkowych założeń mieli przebywać w obozach najwyżej kilka miesięcy, pozostało tam do końca wojny. Nadal napływali też nowi więźniowie. Osadzeni wykonywali pod nadzorem władz niemieckich różne prace – m.in. w okolicznych gospodarstwach rolnych należących do Niemców lub w zakładach przemysłowych. Rozpoczęto również systematyczną rozbudowę warsztatów obozowych. Obozy przesiedleńcze stały się w ten sposób dla władz okręgu rezerwuarem darmowej siły roboczej. W 1941 podporządkowano je przejściowo komendanturze obozu koncentracyjnego Stutthof, lecz już pod koniec 1942 znalazły się ponownie pod nadzorem Centrali Przesiedleńczej w Gdańsku.
We wszystkich obozach panowały bardzo ciężkie warunki, gdyż zasadniczo rzecz biorąc, nie były one przystosowane do przebywania w nich na stałe większej liczby osób. W pomieszczeniach, gdzie umieszczano wysiedlane polskie rodziny, brakowało ogrzewania i podstawowych urządzeń sanitarnych, a na standardowe wyżywienie składały się zazwyczaj: 250 gramów czarnego chleba, 3/4 litra pozbawionej tłuszczu zupy, czarna kawa, czasem drobne ilości marmolady i margaryny. Obozowa straż traktowała więźniów w sposób bardzo brutalny i zmuszała do pracy ponad siły. Przesiedleńcy pozbawieni byli również odpowiedniej opieki medycznej. W tych warunkach śmiertelność panująca w obozach była bardzo wysoka. Obfite żniwo zbierały zwłaszcza szerzące się w obozach choroby – tyfus, dyzenteria, zapalenie płuc, odra, błonica i angina. Najgorszą sławą cieszyły się obozy w Potulicach, Toruniu i bydgoskiej Smukale.
Obóz przesiedleńczy w Toruniu utworzony został już w lutym 1940. Zorganizowano go na terenie dawnej fabryki smalcu przy ulicy Grudziądzkiej 131 – stąd był popularnie nazywany „Smalcówką” lub „Szmalcówką”. Funkcję komendanta pełnił SS-Sturmbannführer Radtke. W czterech budynkach fabrycznych przetrzymywano zwykle około 2500 osób. Panowało ogromne zagęszczenie, a więźniowie, wśród których znajdowały się dzieci, kobiety i starcy, zmuszeni byli spać na cementowych podłogach, pokrytych cienką warstwą zgniłej słomy. Przez obóz przeszło łącznie blisko 12 tys. osób, spośród których śmierć ponieść miało ok. 1 tys. – w tym blisko 400 dzieci i niemowląt (Włodzimierz Jastrzębski oceniał łączną liczbę ofiar na 502 osoby).
Obóz przesiedleńczy w Potulicach utworzony został 24 maja 1941. Zorganizowano go na terenie pałacu hrabiów Potulickich. Funkcję komendanta pełnił SS-Obersturmführer Waldemar Tennstaedt. W latach 1941–1945 przez obóz przeszło łącznie ok. 25 tys. osób, spośród których na skutek głodu, chorób i złego traktowania zmarło 1297 (w tym 767 dzieci).
Obóz przesiedleńczy w Smukale utworzony został 1 września 1941. Zorganizowano go na terenie fabryki „Karbid Wielkopolski”. Przeciętnie przebywało w nim od 1400 do 1600 więźniów. Zdolnych do pracy (w wieku od 14 do 60 lat) używano do prac przymusowych. Niemowlęta otrzymywały raz w tygodniu filiżankę chudego mleka. Zimą 1942 wybuchła w obozie epidemia tyfusu. Łączna liczba ofiar obozu w Smukale miała – według Włodzimierza Jastrzębskiego – wynieść 251 osób.

## Niemieckie osadnictwo na Pomorzu

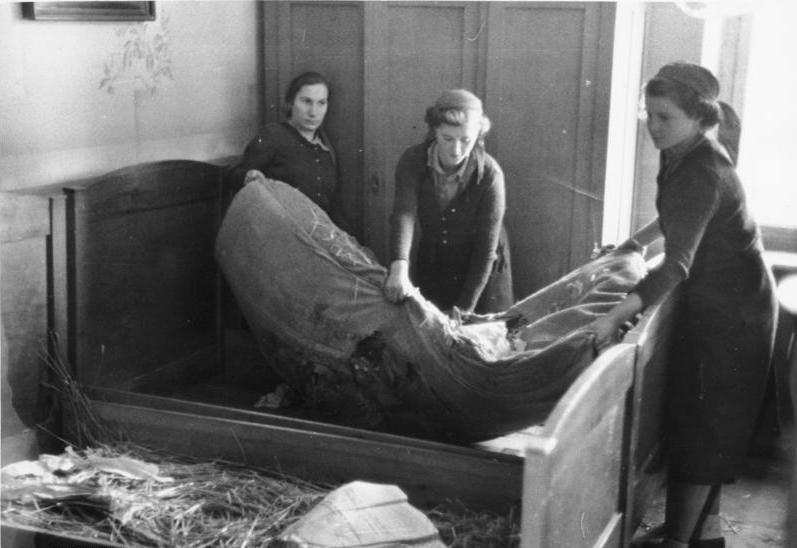
Niemcy bałtyccy osiedleni w Gdyni-Orłowie

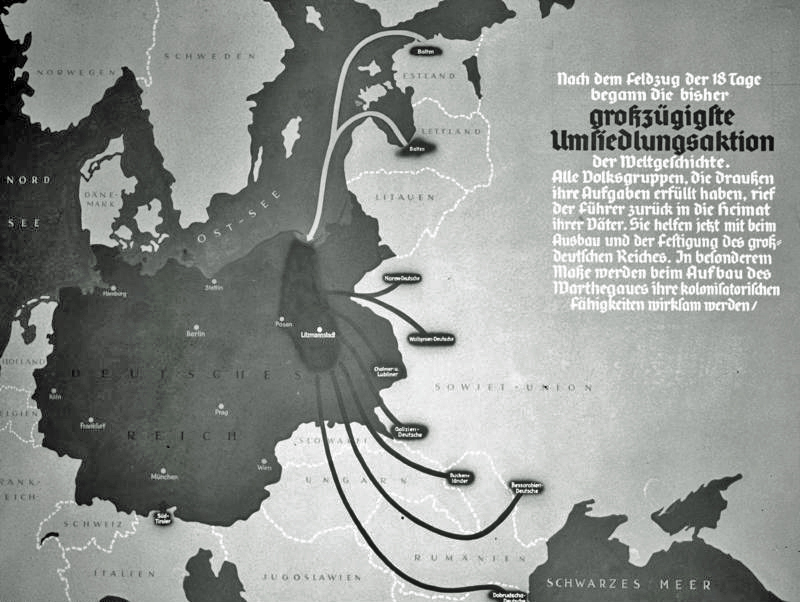
Osadnictwo volksdeutschów z Europy Wschodniej na ziemiach polskich wcielonych do Rzeszy w ramach akcji Heim ins Reich.

Równocześnie z wysiedleniami ludności polskiej i żydowskiej trwała niemiecka akcja osiedleńczo-kolonizacyjna. Biegła ona dwutorowo. Z jednej strony na obszarze przedwojennego województwa pomorskiego osiedliło się około 60 tys. Reichsdeutschów – zazwyczaj przedstawicieli niemieckiego aparatu okupacyjnego wraz z rodzinami. Z drugiej strony lokowano tam volksdeutschów repatriowanych z tej części Europy Wschodniej, która na mocy paktu Ribbentrop-Mołotow znalazła się w sowieckiej strefie wpływów (głównie z państw nadbałtyckich, Wołynia i Besarabii).
Jak już wcześniej wspomniano, gauleiter Forster był niechętny osiedlaniu volksdeutschów na terenie prowincji Gdańsk-Prusy Zachodnie. Oficjalnie zobowiązał się przed Himmlerem, że przyjmie ok. 25–30 tys. Niemców bałtyckich, lecz w rzeczywistości ze wszystkich sił sabotował ten projekt, wysuwając rozmaite zastrzeżenia natury formalnej i logistycznej (np. zasłaniając się brakiem wystarczającej liczby mieszkań i gospodarstw dla osadników). W rezultacie w Okręgu Gdańsk-Prusy Zachodnie osiedliło się tylko 5966 Niemców bałtyckich, z czego 3309 zamieszkało w rejencji gdańskiej, 2026 w bydgoskiej, a 631 w kwidzyńskiej. Większość osadników znalazła zatrudnienie w przemyśle i handlu, a zaledwie 645 w rolnictwie. Niepowodzeniem zakończyły się natomiast wysiłki Forstera mające na celu zahamowanie osadnictwa volksdeutschów z pozostałych regionów Europy Wschodniej. W latach 1940–1941 w Okręgu Gdańsk-Prusy Zachodnie rozlokowano więc 40 836 Niemców z Besarabii oraz ok. 8 tys. Niemców z Litwy. Większość z nich osiedlono na terenie rejencji bydgoskiej (ok. 26 tys.). Łącznie w czasie II wojny światowej na okupowanych terenach Pomorza osiedlono ok. 57 tys. volksdeutschów ze Wschodu.
Wsie, w których osiedlano Niemców, musiały znajdować się w dobrej „sytuacji politycznej” i gospodarczej, posiadać sprzyjającą strukturę ludnościową i położenie komunikacyjne oraz znajdować się na urodzajnych ziemiach uprawnych. Brano także pod uwagę stosunki między Niemcami a Polakami panujące w danej okolicy. Dla Niemców starano się tworzyć gospodarstwa średniej wielkości, których rozmiary były uzależnione od wielkości gospodarstw, jakie posiadali przed przybyciem na tereny wcielone do Rzeszy (nie mniejsze jednak niż 60-80 mórg). Zachowana dokumentacja Centrali Przesiedleńczej w Gdańsku wskazuje na przykład, że dla 32 697 osadników z Europy Wschodniej przygotowano 7388 gospodarstw rolnych o łącznej powierzchni 152 609,9 hektarów. Volksdeutschów osiedlano również w miastach – przede wszystkim w Gdyni (2800 osób), Bydgoszczy (2 tys. osób) i Toruniu (700 osób). Aby ułatwić osadnikom niemieckim rozpoczęcie nowego życia, przygotowano dla nich specjalne ulgi, m.in. zwolnienie od podatków od darowizn i spadków, podatku od nieruchomości, czy też podatku wojskowego. Udzielano im także bezprocentowych pożyczek na zagospodarowanie się oraz rekompensowano wartość pozostawionego na Wschodzie mienia.

## Bilans
W związku z niekorzystną sytuacją polityczno-militarną, w której znalazła się III Rzesza, władze niemieckie wstrzymały w styczniu 1943 akcje wysiedleńcze na Pomorzu związane z osadnictwem volksdeutschów z Europy Wschodniej. W lutym 1943 zlikwidowany został obóz w bydgoskiej Smukale, a w czerwcu 1943 – obóz w toruńskiej „Szmalcówce”. Więźniowie obu rozwiązanych obozów trafili do Potulic, które już we wrześniu 1942 zostały przekształcone w główny obóz pracy na terenie prowincji Gdańsk-Prusy Zachodnie. Do Potulic przeniesiono również siedzibę Centrali Przesiedleńczej, która wkrótce jednak uległa likwidacji, a jej obowiązki przejęła komendantura obozu. Sporadycznie na Pomorzu nadal odbywały się jednak lokalne wysiedlenia, związane na przykład z budową obiektów wojskowych (m.in. w okolicach Brus, gdzie jesienią 1943 powstał we wsi Wielkie Chełmy poligon SS).
Trudno precyzyjnie oszacować liczbę Polaków wysiedlonych przez Niemców z Pomorza w okresie II wojny światowej. Włodzimierz Jastrzębski opierając się na zachowanej dokumentacji Centrali Przesiedleńczej w Gdańsku oceniał, że do stycznia 1943 przesiedlono 121 765 mieszkańców Pomorza (10 procent polskiej ludności zamieszkującej okręg Gdańsk-Prusy Zachodnie) – z czego 91 533 deportowano do Generalnego Gubernatorstwa, a 30 232 wyrugowano w ramach przesiedleń wewnętrznych, uwięziono w obozach przesiedleńczych lub skierowano na roboty przymusowe. Czesław Łuczak również szacował liczbę wysiedlonych z Pomorza na ok. 120 tys. (plus nieokreślona liczba ofiar „dzikich” wysiedleń). Z kolei zdaniem Jana Szilinga w czasie II wojny światowej wszystkim formom niemieckich przesiedleń poddano ok. 170 tys. mieszkańców Pomorza. W tym samym czasie z różnych stron Europy przybyło na Pomorze ok. 120 tys. niemieckich osadników (z czego ok. 57 tys. z Europy Wschodniej).